# كريم الدافي
عبد الكريم الدافي  (1983 المغرب) هو لاعب كرة قدم مغربي.

## روابط خارجية
- كريم الدافي على موقع قاعدة بيانات كرة القدم.إي يو (الإنجليزية)